# Laneuvelotte
Laneuvelotte é uma comuna francesa na região administrativa de Grande Leste, no departamento de Meurthe-et-Moselle. Estende-se por uma área de 9,13 km². Em 2010 a comuna tinha 439 habitantes (densidade: 48,1 hab./km²).